# Busbie Castle

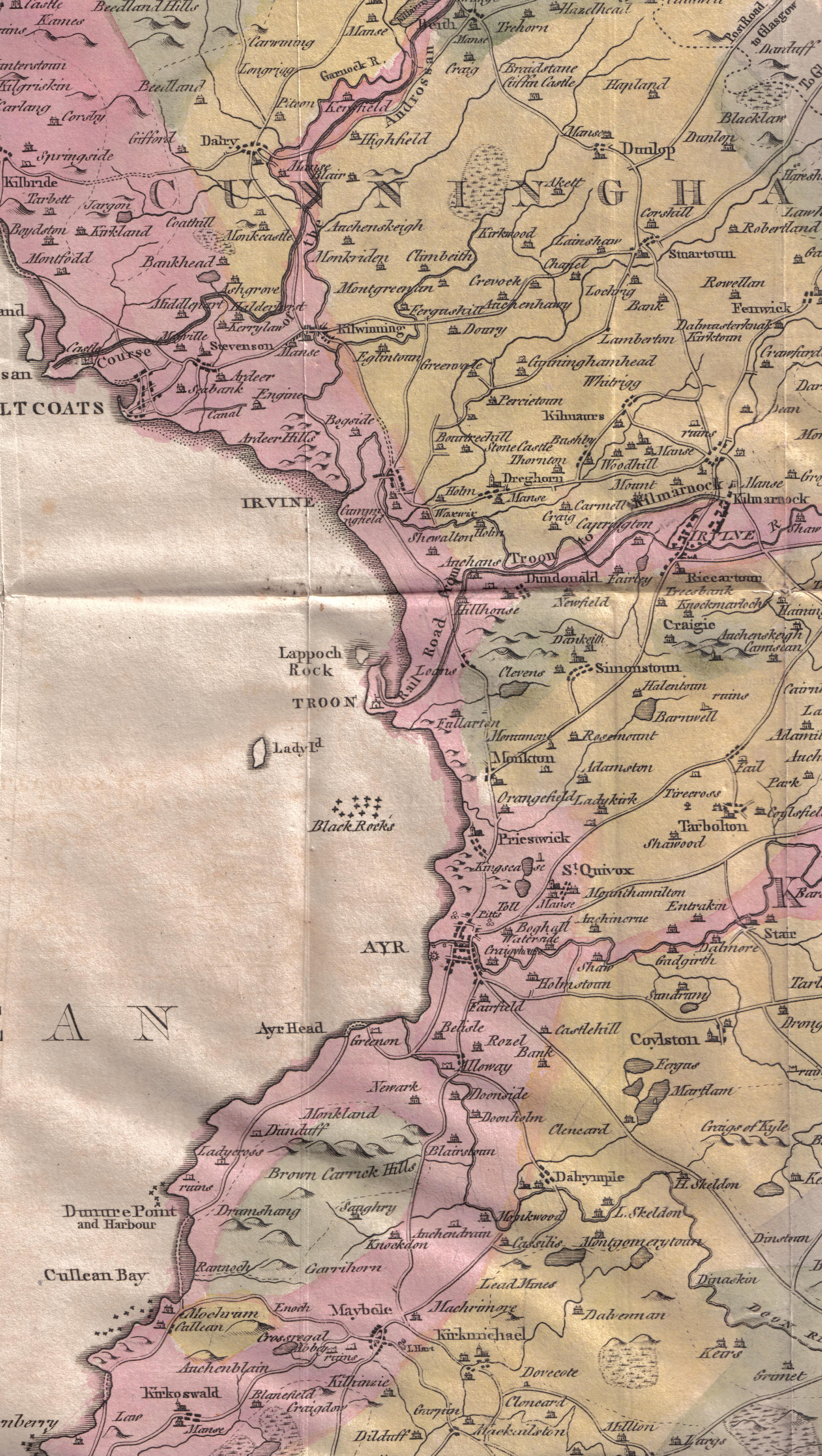
William Aitons Landkarte von 1811 mit „Busby“

Busbie Castle ist eine abgegangene Burg in dem heutigen Ort Knockentiber, etwa drei Kilometer westnordwestlich von Kilmarnock in der schottischen Council Area East Ayrshire. Die Burg stand über dem Carmel Glen und seinem Bach, der etwa 1,5 km südlich davon in den Irvine mündet, nachdem er an der alten Busbie Mill vorbeigeflossen ist.

## Geschichte

### Die Siedlung
Auf der Karte von Ainslie von 1822 ist die Lage einer Siedlung Bushby vermerkt und auf der Karte von Armstrong von 1775 ist Busbie Castle als Ruine, aber immer noch mit seinen Forsten, dargestellt. Die erste Ausgabe der Ordnance Survey Map aus den 1860er-Jahren zeigt eine Marienkapelle aus der Zeit vor der schottischen Reformation, die in der Nähe von Busbie Castle lag.
Busbie Castle hatte eine kleine Siedlung strohgedeckter Bauernhöfe in der Nähe. Die Ordnance Survey Map aus den 1860er-Jahren zeigt Old Busbie auf der von der Burg aus gegenüberliegenden Seite der Straße. Busbie und Knockentiber sind über die Jahre zunehmend zusammengewachsen.

### Die Burg
Die Burg war ein einfacher Donjon, etwa 15 Meter hoch und mit einer Grundfläche von etwa 12 Meter × 7,5 Meter. Der Eingang war im Erdgeschoss und vermittelte den Zugang zu einer Wendeltreppe zum Rittersaal im 1. Obergeschoss in der Nordwestecke und zu zwei Kellern oder Lagern im Erdgeschoss. Der Rittersaal hatte einen großen, offenen Kamin und zwei Fenstersitze.
1465 wurde im Registrum Magni Sigilli aufgezeichnet: "Terras de le Moite," &c. 1539, "9 marcat. de Busby, viz., lie Mote, Knokintibber, et Hallethornis," &c. 1541, " Terras de Moite, Knokintebir," &c. 1571, "Terras de Moit," &c. 1583, "20 solidatas terrarum antiqui extentus de Moit-Mowat cum earum mansione," &c. 1599," 9 marcat. terrarum de Busbeyis (viz.), lie Mote, Knockiutibber et Halythornis".
1691 hatte die Wohnung der Herren von Busbie sechs Herde und sieben andere Wohnstätten waren mit der Burg und ihren Ländereien verbunden.
Spätestens seit den 1770er-Jahren war die Burg eine Ruine und wurde 1949 oder 1952 abgerissen, weil sie viele Jahre lang unsicher war und sich kein Geldgeber für die Sicherung des Bauwerks fand. H. Ritchie hatte Busbie House als Ersatz für die alte Burg bauen lassen. Der Busbie Estates and Collective Securities Ltd gehörte in den 1950er-Jahren ein ziemlich großes Stück Land.
McIntosh bezeichnete 1894 die Burg als „prominentes Objekt in einer sonst monotonen Landschaft“. und beschreibt die Schießscharten und Geschützpforten sowie ein behauenes Kabel, das sich fantastisch um die Mauern wand. Er bemerkt auch, dass die Burg vermutlich drei Geschosse hatte, kein Dach mehr besaß und rasch verfiel. Er war der Meinung, dass das Gebäude aus dem 14. Jahrhundert stammte und vermutlich von der Familie Mowat erbaut wurde, die im 12. Jahrhundert aus Flintshire kamen.